# 大泥棒 (映画)
『大泥棒』（おおどろぼう、イタリア語: Il ladrone）は、1980年（昭和57年）製作・公開、パスクァーレ・フェスタ・カンパニーレ監督のイタリア・フランス合作映画である。イタリア式コメディの1作である。

## 略歴・概要
本作は、1979年（昭和54年）にパスクァーレ・フェスタ・カンパニーレが発表した小説 Il ladrone を原作に、レナート・ギオット、オッタヴィオ・イェンマ、サンティーノ・スパルタ、ステファーノ・ウベツィオが翻案・脚色し、フルヴィオ・ルチザーノが代表を務めるイタリアン・インターナショナル・フィルムを中心に合作し、製作を行ったものである。チュニジアのモナスティル県モナスティルあるいはスース等でロケーション撮影を行い、完成した。
イタリアでは1980年2月1日、フランスではちょうど2年後の1982年（昭和56年）2月24日に公開された。イタリアでは、2009年（平成21年）10月21日、イタリアン・インターナショナル・フィルム（IIF）傘下のIIFホーム・ヴィデオがDVDを発売した。
日本では、2011年（平成23年）2月現在に至るまで劇場公開、テレビ放映、ビデオグラム販売等は行われていない。

## スタッフ・作品データ
- プロデューサー : タラク・ベン・アマール （Tarak Ben Ammar）、フランコ・デジアート （Franco Desiato [3]）、フルヴィオ・ルチザーノ、ヴィーコ・パヴォーニ （Vico Pavoni [4]）
- 共同プロデューサー : ピエル・ルドヴィコ・パヴォーニ （Pier Ludovico Pavoni [5]）、マーク・ロンバルド （Mark Lombardo [6]）
- 監督 : パスクァーレ・フェスタ・カンパニーレ
- 原作 : パスクァーレ・フェスタ・カンパニーレ （同名小説）
- 脚本 : レナート・ギオット （Renato Ghiotto [7]）、オッタヴィオ・イェンマ、サンティーノ・スパルタ （Santino Spartà [8]）、ステファーノ・ウベツィオ （Stefano Ubezio [9]）
- 撮影 : ジャンカルロ・フェッランド （Giancarlo Ferrando [10]）
- 美術 : エンリコ・フィオレンティーニ
- 衣裳 : ジョルジョ・アルマーニ、マリオ・カルリーニ （Mario Carlini [11]）
- 編集 : アルベルト・ガッリッティ （Alberto Gallitti [12]）
- 音楽・編曲・指揮 : エンニオ・モリコーネ
- 製作 :  ダイモ・チネマトグラフィカ （Daimo Cinematografica [13]）、イタリアン・インターナショナル・フィルム （Italian International Film）、イタリア放送協会、 アンテーヌ2
- フォーマット : カラー映画（テレカラー） - ヨーロピアンヴィスタ・サイズ（1.66:1） - ステレオ録音（ドルビー）

## キャスト
クレジット順
- エンリコ・モンテザーノ （Enrico Montesano） - カレブ
- エドウィジュ・フェネシュ - デボラ
- ベルナデット・ラフォン - アップーラ
- サラ・ジルジェンティ・フランケッティ （Sara Girgenti Franchetti, サラ・フランケッティ Sara Franchetti）
- スザンナ・マルティンコーヴァ （Susanna Martinková）
- ダニエーレ・ヴァルガス （Daniele Vargas）
- アンナ・オールゾ （Anna Orso）
- アウレッタ・ガイ （Auretta Gay）
- エンツォ・ロブッティ （Enzo Robutti） - チェントゥリオン
- クラウディオ・カッシネリ （Claudio Cassinelli） - イエス・キリスト
- マリア・ステファニア・ダマリオ （Maria Stefania D'Amario, ステファニア・ダマリオ Stefania D'Amario）
- マルチェッラ・ペトレッリ （Marcella Petrelli [14]）
- ジャミル・ジューディ （Jamil Joudi）
- モンチェフ・ベル・ハージ・ヤヒア （Moncef Bel Hadj Yahia, モンチェフ・ベル・ヤヒア Moncef Ben Yahia [15]）

## 関連事項
- イタリア式コメディ
- テレカラー （it:Telecolor）

## 註
1. 1 2 3 4 5  Bingo Bongo, インターネット・ムービー・データベース （英語）, 2011年2月16日閲覧。
2. ↑  Bingo Bongo, allmovie （英語）, 2011年2月16日閲覧。
3. ↑  Franco Desiato - IMDb（英語）, 2011年2月16日閲覧。
4. ↑  Vico Pavoni - IMDb（英語）, 2011年2月16日閲覧。
5. ↑  Pier Ludovico Pavoni - IMDb（英語）, 2011年2月16日閲覧。
6. ↑  Mark Lombardo - IMDb（英語）, 2011年2月16日閲覧。
7. ↑  Renato Ghiotto - IMDb（英語）, 2011年2月16日閲覧。
8. ↑  Santino Spartà - IMDb（英語）, 2011年2月16日閲覧。
9. ↑  Stefano Ubezio - IMDb（英語）, 2011年2月16日閲覧。
10. ↑  Giancarlo Ferrando - IMDb（英語）, 2011年2月16日閲覧。
11. ↑  Mario Carlini - IMDb（英語）, 2011年2月16日閲覧。
12. ↑  Alberto Gallitti - IMDb（英語）, 2011年2月16日閲覧。
13. ↑  Daimo Cinematografica - IMDb（英語）, 2011年2月16日閲覧。
14. ↑  Marcella Petrelli - IMDb（英語）, 2011年2月16日閲覧。
15. ↑  Moncef Ben Yahia - IMDb（英語）, 2011年2月16日閲覧。